# Young Boys Inc.
«Янг Бойз инкорпорейтед» (англ. Young Boys Incorporated, YBI) — организованная преступная группа в Детройте (штат Мичиган, США), которая была одним из первых афроамериканских наркокартелей. «Янг Бойз» были новаторами, открывая франшизы в других городах, продвигая торговые марки и проявляя крайнюю жестокость, чтобы отпугнуть конкурентов.
YBI появились в конце 1970-х годов. Их образ действий заключался в использовании несовершеннолетних в качестве курьеров для доставки героина, так как подростки в силу своего возраста несут меньшую ответственность по уголовным делам чем взрослые. Благодаря этому, лидеры YBI в течение многих лет были в значительной степени защищены от действий правоохранительных органов.

## История
В 1976 году на игровой площадке детройтской начальной школы Бирни сложилась небольшая группа друзей-подростков. Её первым членами были Дуэйн Дэвис (он же «Чудесный Уэйн»), Бернард Бойкинс (он же «Костяной человек») и Чарльз Линдси (он же «Чойси Чак»). Вскоре к ним присоединился Рэймонд Пиплз (он же «Бэби Рэй»), который стал со временем лидером группы. Два года спустя к друзьям присоединился Бутч Джонс (он же «Биг бой»), условно-досрочно освобождённый из тюрьмы. Так сформировалась группа названная «Янг Бойз инкорпорейтед». Примерно в это же время YBI разделились на три отдельные команды: Дуэйна Дэвиса, Рэймонда Пиплза и Бутча Джонса. Первоначально основным местом работы YBI был район Декстер/Дэвисон на северо-западной стороне Детройта, но позже они распространили свою деятельность на весь город и его окрестности. С лета 1978 и по 1982 год «Янг Бойз» контролировали 80 % продаж героина в Детройте и его окрестностях, объём продаж оценивался примерно в 300 000 долларов в день. Примерно через год команда вместе с новыми членами из Бостона взяла на себя большую часть торговли героином в этом городе. Пик продаж в Бостоне составил около 50 000 долларов в день.
Позиции «Янг Бойз» в Детройте были серьёзно подорваны в сентябре 1982 года, когда Бутч Джонс решил убить Дэвиса из-за спора о территориях. Дэвис был застрелен на углу улиц Колумбус и Лоутон в западной части Детройта. Несколько месяцев спустя, 7 декабря, Раймонд Пиплз, Бутч Джонс и 41 лейтенант YBI были обвинены, а затем осуждены и приговорены к длительным срокам тюремного заключения. Многие считали, что только из-за смерти Дэвиса никому из его команды не было предъявлено обвинение. В 1985 году, вскоре после освобождения из тюрьмы, был застрелен в машине глава «Янг Бойз» Пиплз.
Лейтенант, Джеймс Купер, более известный как «Пеп», которого Дэвис отправил в Бостон, следовал плану YBI и тому, чему он научился у своих наставников Дуэйна Дэвиса, Рэймонда Пиплза и Бутча Джонса в Детройте. В конце концов он и его команда взяли на себя большую часть торговли героином в этом городе. Пеп вернулся в Детройт после смерти Дэвиса и возглавил остатки «Янг Бойз». Они действовали ещё около шести лет, выведя группу на новый уровень, пока крэк не превзошёл героин по популярности в бедных районах города.
Одним из участников YBI, вернувшихся из Бостона с Пепом, был Стивен Сили. Сили наиболее известен тем, что его застрелили, когда он сидел в Bentley Уитни Хьюстон перед бостонским клубом. В машине с ним был Бобби Браун.
Бутч Джонс вышел на свободу, отсидев 12 лет в федеральной тюрьме. В конце концов ему снова было предъявлено обвинение в наркотиках и убийстве, после чего Джонс стал сотрудничать с федеральными властями для смягчения приговора.

## Память
Репутация и система организации YBI повлияли на банды наркоторговцев на национальном уровне в 1980-х и 1990-х годах. После их падения черные наркокартели Детройта и других городов копировали их организационную структуру.
«Янг Бойз инкорпорейтед» стали предметом сотен газетных статей, десятков документальных фильмов и как минимум двух опубликованных книг: YBI: The Autobiography of Butch Jones и Bound by Honor, Torn by Greed: the True and Untold Story of the Young Boys Inc. Многие банды, такие как «Лучшие друзья», «Pony Down», «Семья чёрной мафии» и «Братья Чемберс», приобрели известность после YBI и были вместе c ними показаны в документальном сериале Black Entertainment Television под названием American Gangster.